# Berg-Aster
Die Berg-Aster (Aster amellus), auch Kalk-Aster genannt, ist eine Pflanzenart aus Gattung der Astern (Aster) innerhalb der Familie Korbblütler (Asteraceae). Sie wird als Zierpflanze verwendet.

## Beschreibung

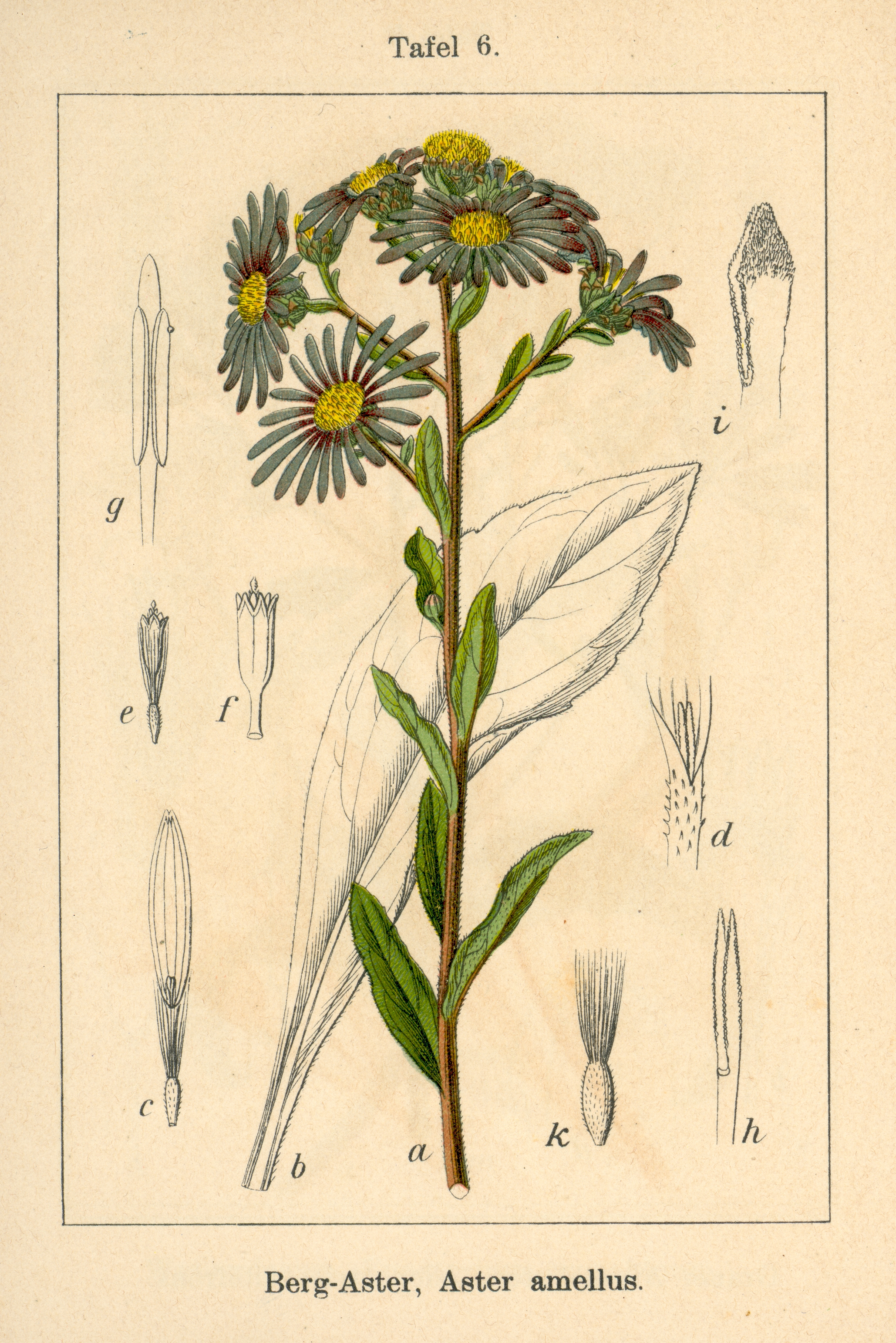
Illustration aus Johann Georg Sturm: Deutschlands Flora in Abbildungen

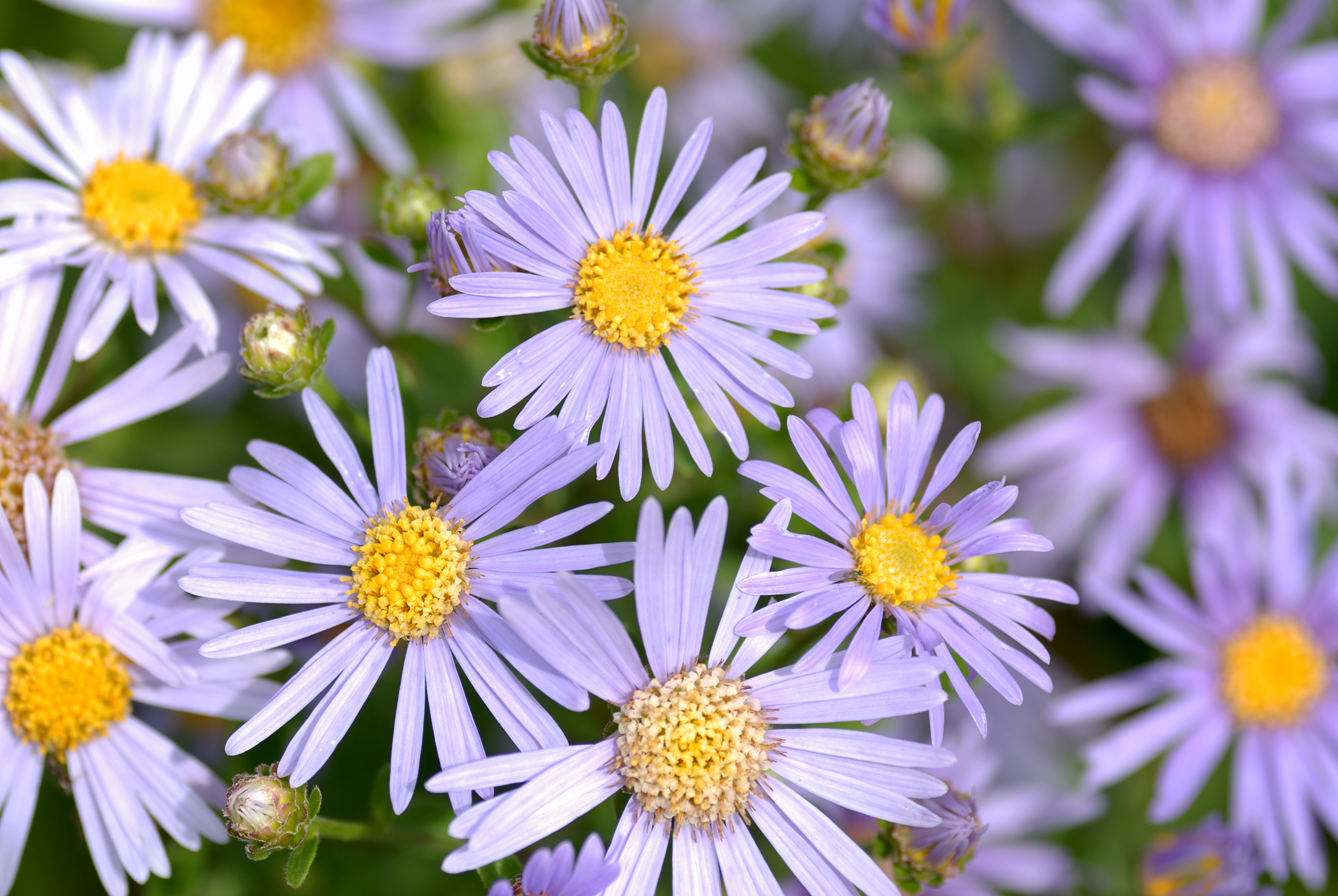
Detailaufnahme der Blütenkörbe mit blauvioletten Strahlen- und gelben Scheibenblüten

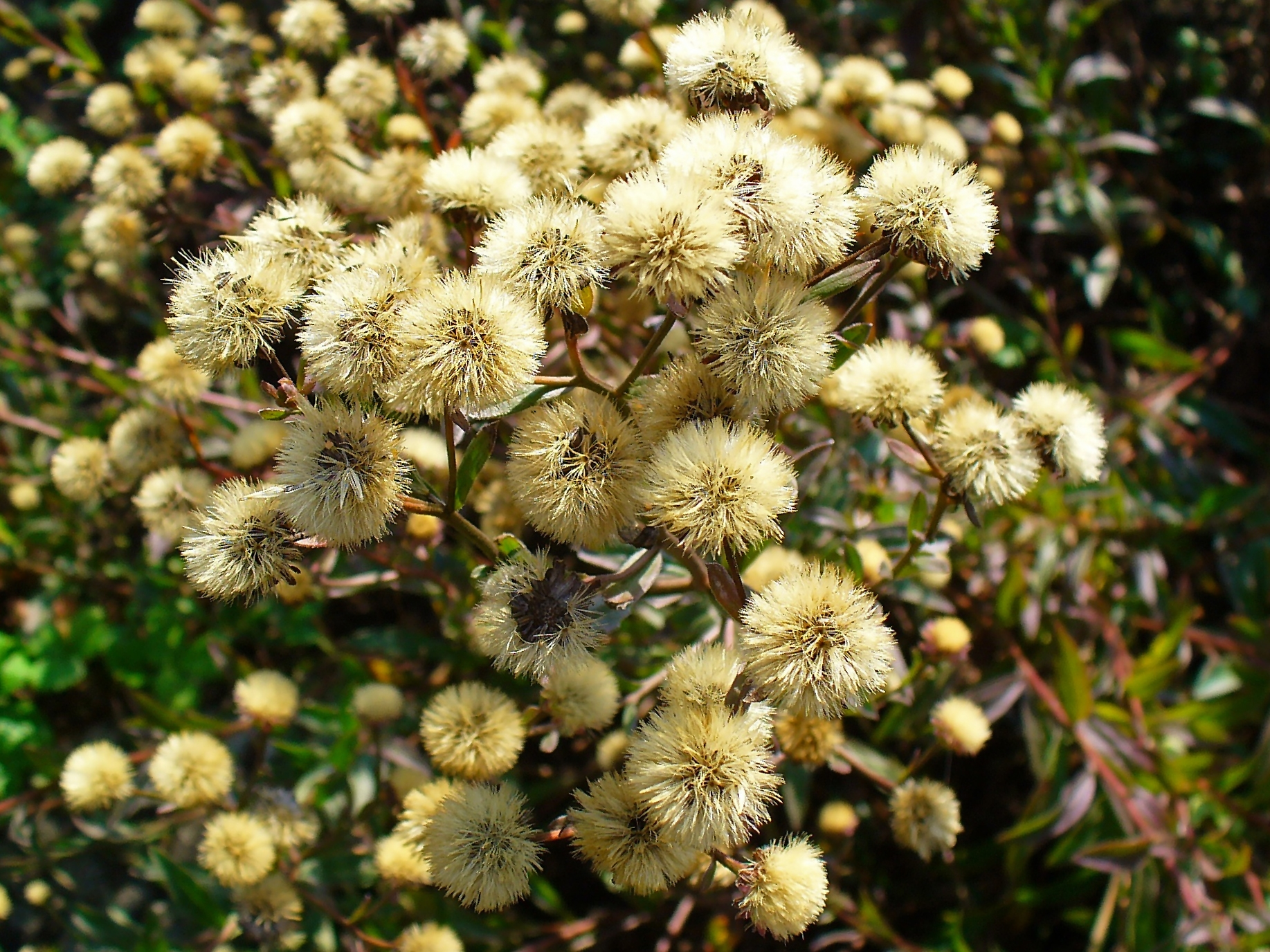
Fruchtstände

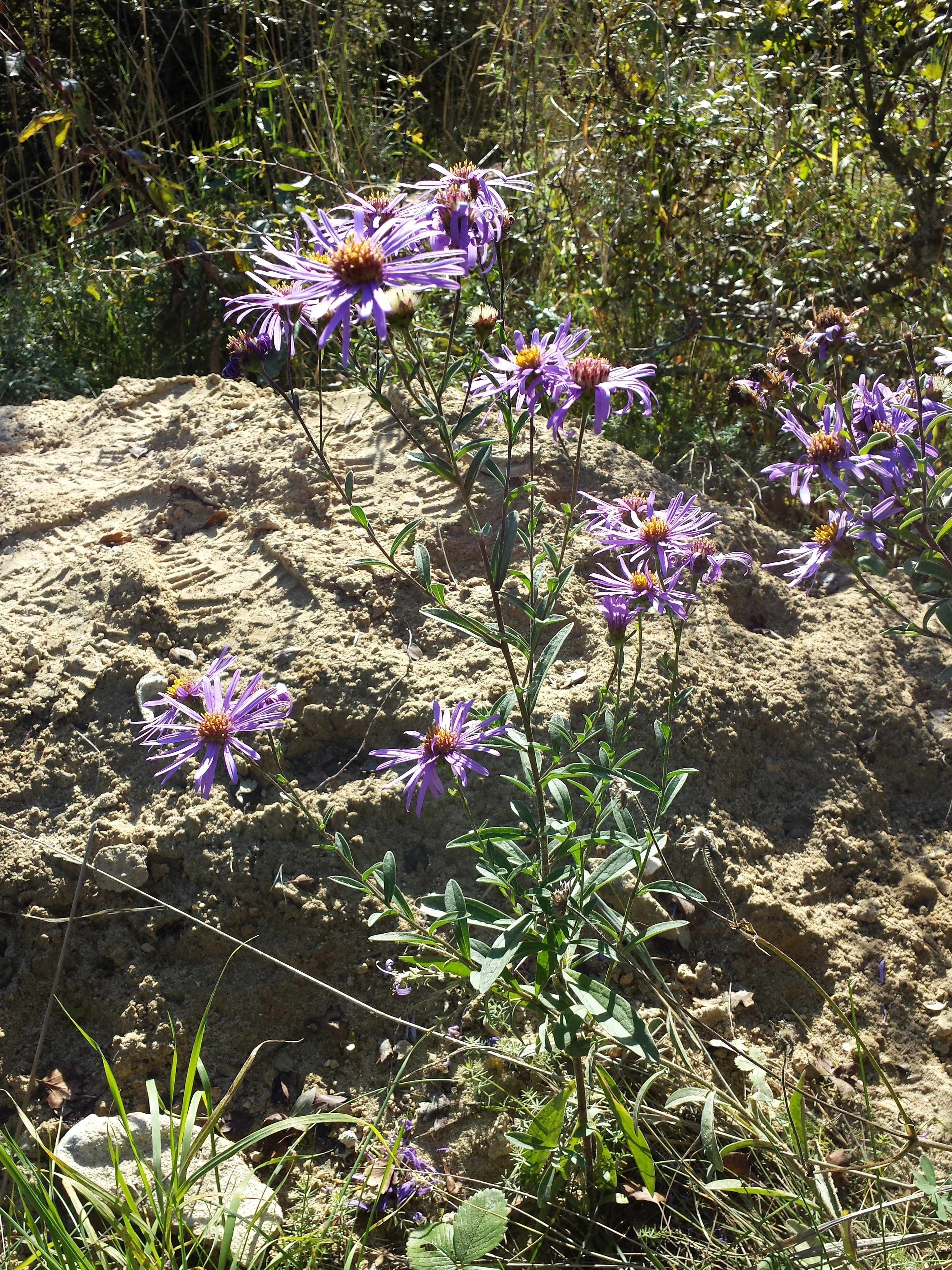
Berg-Aster (Aster amellus)

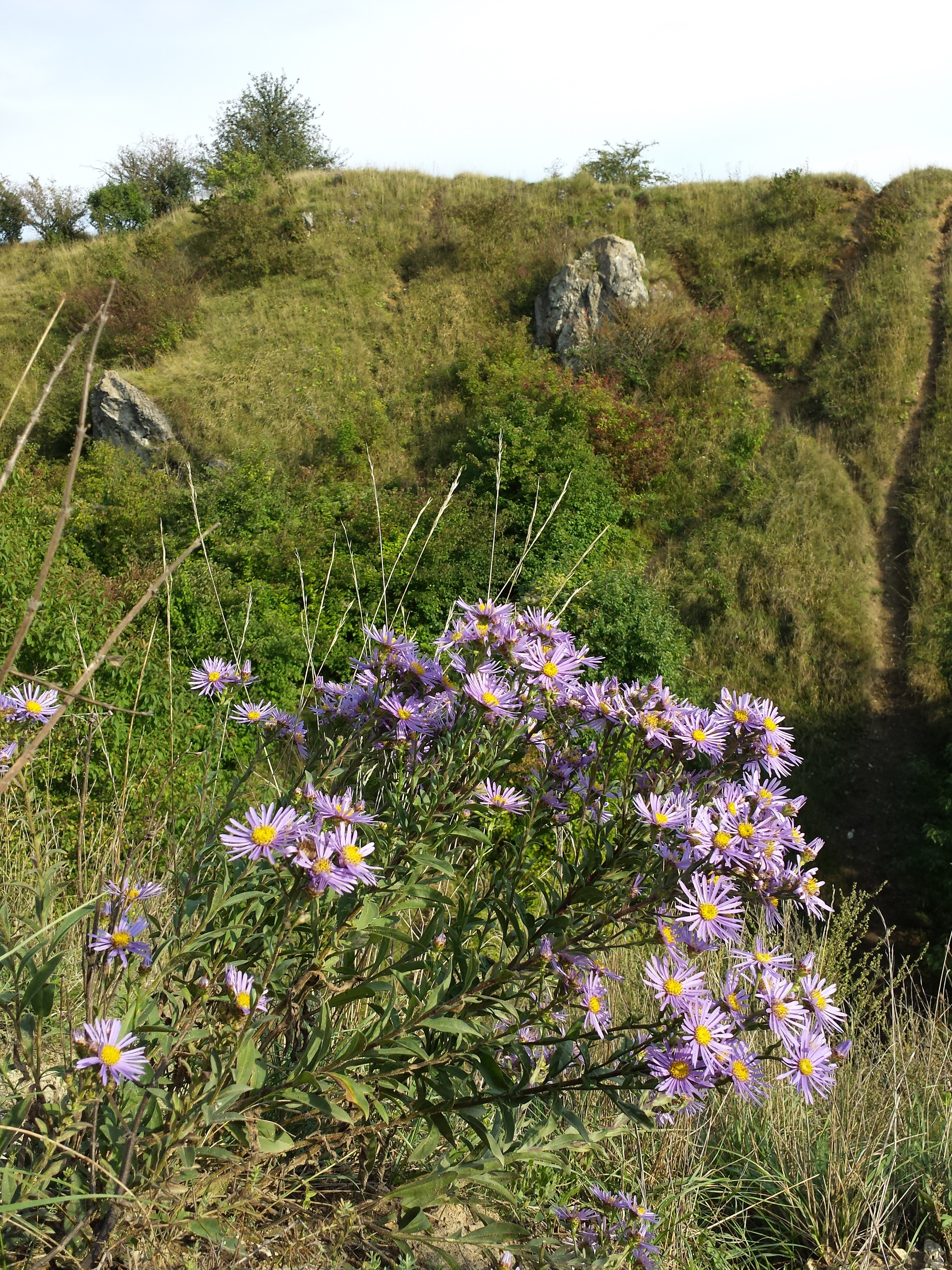
Berg-Aster (Aster amellus) am Standort in Niederösterreich

### Vegetative Merkmale
Die Berg-Aster ist eine gruppenbildende, ausdauernde, krautige Pflanze, die Wuchshöhen von 10 bis 50, selten bis zu 70 Zentimetern erreicht. Der kurz behaarte Stängel ist im unteren Teil schwach verholzend und oft niederliegend, im oberen Teil verzweigt.
Die wechselständigen, dunkelgrünen Laubblätter sind im unteren Bereich der Pflanze relativ lang gestielt und die oberen Stängelblätter sind meist am Stängel sitzend bzw. ungestielt. Die einfachen Blattspreiten sind 3 bis 5 Zentimeter lang, an der Pflanzenbasis verkehrt-eiförmig, während sie nach oben hin zunehmend schmäler und lanzettlicher werden. Die Stängelblätter sind meist ganzrandig sowie rau behaart.

### Generative Merkmale
Die Blütezeit reicht von Juli bis Oktober. In einem verzweigten, doldentraubigen oder doldenrispigen Gesamtblütenstand stehen mehrere bis zahlreiche körbchenförmige Blütenstände zusammen. Die Blütenkörbchen haben einen Durchmesser von 2 bis 4 selten bis zu 5 Zentimetern. In zwei bis drei Reihen stehen die bei einer Breite von 1,5 bis 2,5 Millimetern spatelförmigen, stumpfen Hüllblätter, von denen die äußeren etwas abstehen. Die Blütenkörbchen enthalten Zungen- und Röhrenblüten. Die zygomorphen Zungenblüten (Strahlenblüten) sind blauviolett. Die radiärsymmetrischen Röhrenblüten (Scheibenblüten) sind gelb.
Es werden Achänen mit Pappus gebildet.
Die Chromosomengrundzahl ist x = 9; es liegt meist Diploidie vor, also 2n = 18.

## Ökologie
Die Berg-Aster ist ein Hemikryptophyt und eine Schaftpflanze.
Blütenökologisch handelt es sich um „Körbchenblumen“ mit Geschlechtsdimorphismus, das heißt, die inneren, gelben Röhrenblüten sind männlich, die äußeren, blauvioletten Zungenblüten sind weiblich. Als Bestäuber dienen Fliegen, beispielsweise Schwebfliegen, und Falter.
Der Pappus dient als Schirmchenflieger der Windausbreitung; es erfolgt auch Tierausbreitung als Adhäsionshafter. Die Achänen sind Licht- und Frostkeimer. Fruchtreife erfolgt ab September.

## Vorkommen und Schutz
In Österreich kommt die Berg-Aster mäßig häufig (besonders in wärmeren Lagen) bis selten vor; in Salzburg ist sie ausgestorben oder verschollen und fehlt in Vorarlberg.
In Deutschland ist sie in Mittel- und Nordbayern verbreitet, vor allem auf Juraausläufern in Franken. Auch in Kalkgebieten in Thüringen und Baden-Württemberg ist die Berg-Aster ebenfalls verbreitet. In anderen Teilen Deutschlands findet sich die Berg-Aster nur vereinzelt. In Sachsen und Mecklenburg-Vorpommern ist sie ausgestorben. Aster amellus wird in Deutschland in der Roten Liste der gefährdeten Pflanzenarten mit Stufe 3 = „Gefährdet“ bewertet. Sie ist nach dem Bundesnaturschutzgesetz (BNatSchG) (1. Gesetz zur Änderung des Bundesnaturschutzgesetzes) seit 1987 als „besonders geschützt“; dies betrifft nur wild lebende Populationen (Neufassung der Bundesartenschutzverordnung – BArtSchV Novellierung, Anhang 1).
Die Berg-Aster gedeiht in Mitteleuropa auf sonnigen Hängen, Felsen und in lichten Wäldern von den Niederungen bis zur Gebirgsstufe. Sie gedeiht vorwiegend auf Kalkböden, was ihr auch ihren deutschsprachigen Trivialnamen Kalk-Aster einbrachte. Sie ist eine Charakterart der Geranio-Peucedanetum aus dem Verband Geranion sanguinei, kommt aber auch in Pflanzengesellschaften der Klasse Festuco-Brometea oder der Verbände Cytiso-Pinion oder Erico-Pinion vor.
Die ökologischen Zeigerwerte nach Landolt et al. 2010 sind in der Schweiz: Feuchtezahl F = 2w (mäßig trocken aber mäßig wechselnd), Lichtzahl L = 3 (halbschattig), Reaktionszahl R = 5 (basisch), Temperaturzahl T = 3+ (unter-montan und ober-kollin), Nährstoffzahl N = 2 (nährstoffarm), Kontinentalitätszahl K = 4 (subkontinental).

## Systematik und Verbreitung
Die Erstveröffentlichung von Aster amellus erfolgte 1753 durch Carl von Linné in Species Plantarum, 2, Seite 873. Das Artepitheton amellus leitet sich von einem römischen Pflanzennamen, vom Fluss Mella in Italien ab. Synonyme für Aster amellus L. sind Aster ottomanus auct. Velen. non Heldr. & Sart. ex Boiss., Aster amelloides Besser.
Das Verbreitungsgebiet von Aster amellus reicht in Mittel- und Osteuropa bis zum Kaukasusraum sowie nach Sibirien. Es gibt Fundortangaben für Deutschland, Österreich, Frankreich, Italien, Polen, Tschechien, Slowakei, Ungarn, Slowenien, Serbien, Kroatien, Bosnien und Herzegowina, Montenegro, Bulgarien, Rumänien, Albanien, Mazedonien, die nordöstliche Türkei, Armenien, Aserbaidschan, Dagestan, Chelyabinsk, Kasachstan, Ukraine, Krim und vielleicht Griechenland. In Spanien, im Vereinigten Königreich und in Norwegen ist sie ein Neophyt.
Von Aster amellus gibt es etwa drei Unterarten:
- Aster amellus L. subsp. amellus: Sie ist in weiten Teilen Europas und im Kaukasusraum sowie in der Türkei weitverbreitet.[11]
- Aster amellus subsp. bessarabicus (Bernh. ex Rchb.) Soó (Syn.: Aster scepusiensis Kanitz, Aster bessarabicus Bernh. ex Rchb.): Sie kommt in Tschechien, in der Slowakei, der Ukraine, in Russland, Georgien, Moldawien und im Kaukasusraum vor.[11]
- Aster amellus subsp. ibericus (M.Bieb.) V.E.Avet. (Syn.: Aster ibericus M.Bieb.)[9]: Sie kommt in der Ukraine, in Russland und in Vorderasien vor.[11]

## Trivialnamen
Im deutschsprachigen Raum werden oder wurden für diese Pflanzenart, zum Teil nur regional, auch die weiteren Trivialnamen Wäld Katrengeblom (Siebenbürgen), Schartenwurtz (Schweiz), Sternkraut und Stierauge (Schweiz) verwandt.

## Nutzung
Zahlreiche Sorten der Berg-Aster mit verschiedenen Blütenfarben (rosafarben, violett, fliederblau) werden in gemäßigten Gebieten als Zierpflanze für Parks und Gärten verwendet.